# Ferrocarril de Gloucestershire y Warwickshire
El Ferrocarril de Vapor de Gloucestershire y Warwickshire (nombre original en inglés: Gloucestershire Warwickshire Steam Railway; GWSR o Gloucs-Warks Steam Railway) es un tren histórico administrado por voluntarios que recorre en buena parte de su trazado el límite entre los condados de Gloucestershire y de Worcestershire (Inglaterra), en la zona de los montes Cotswold.
El GWSR ha restaurado y reabierto alrededor de 14 millas (22,5 km) de vía, operando entre Cheltenham Race Course y Broadway. La extensión más reciente de Broadway (completada en 2018) involucró a la compañía recaudando £1,38 millones. El viaje de ida y vuelta de 28 millas en trenes de vapor y diésel tradicionales sigue parte de la ruta de la antigua línea principal Great Western de Birmingham a Cheltenham.
El GWSR tiene el objetivo a largo plazo de extender un 6 millas (9,7 km) adicional desde Broadway hasta la red ferroviaria nacional en Honeybourne (donde la mitad de una plataforma de la isla se ha reconstruido parcialmente desde entonces para uso futuro).

## Resumen
La línea era originalmente parte de la línea Great Western Railway-Cheltenham-Stratford-upon-Avon de Birmingham, conocida como  Honeybourne Line, construida entre 1900 y 1906, y atraviesa las ciudades Cotswold de Winchcombe y Bishop's Cleeve. La línea se deterioró en los años y finalmente se cerró después de que un descarrilamiento dañó un tramo de la vía en 1976, y la vía doble se levantó a partir de 1979.
El grupo de preservación rehabilitó la línea, iniciando operaciones de trenes de vapor en Toddington en 1984 sobre 700 yardas (640 m) de vía reconstruida. En 1987, la línea se restauró hasta Winchcombe, donde la estación se reconstruyó utilizando el antiguo edificio de la estación Monmouth Troy. El ferrocarril continuó volviendo a colocar la vía al oeste de Winchcombe, a través del largo túnel Greet de 693 yardas (633,7 m), y pasó las aldeas de Gretton, Gotherington y Bishop's Cleeve. La línea a Cheltenham Race Course fue reabierta por Princess Anne en 2003. La última extensión de la línea, a Broadway, se inauguró en marzo de 2018.
El GWSR opera trenes desde marzo hasta finales de diciembre, con el cierre de la línea durante enero y febrero, así como noviembre para el mantenimiento de la línea y la locomotora. El GWSR ofrece servicios de trenes regulares todos los fines de semana, además de la mayoría de los días de semana desde Semana Santa hasta finales de octubre, y algunos fines de semana se utilizan para albergar eventos especiales, como galas de vapor y diésel, Wartime in the Cotswolds, Real Ale Weekends y Santa Specials.
El ferrocarril opera una amplia variedad de locomotoras de vapor y diésel tradicionales, así como DMUs tradicionales. Estos han incluido la locomotora de fama mundial 4472 "Flying Scotsman" y la igualmente famosa 3440 "City of Truro", que, en 1904, fue la primera locomotora en alcanzar las 100 mph. En 2021, las locomotoras de vapor residentes en la línea eran 7820 "Dinmore Manor", 28xx clase 2807 (en revisión de 10 años), 42xx clase 4270, 7903 "Foremarke Hall" y 35006 "Peninsular & Oriental SN Co". Como complemento al material rodante, se ha recopilado una colección de más de 210 carruajes y vagones de diversa procedencia, muchos de los cuales aún se encuentran en proceso de restauración.
El GWSR abrió su extensión a Broadway (Worcestershire) al público el 30 de marzo de 2018.
Desde diciembre de 2021, el ferrocarril ha vuelto a funcionar con un horario estándar de acuerdo con la eliminación de las restricciones del Coronavirus.

## Señalización del Patrimonio GWSR
La ruta consta de secciones de una sola línea con lugares de paso en las estaciones principales. Todas las estaciones y bucles se señalizan mediante señales de semáforo del cuadrante inferior GWR.
La señalización en la línea es una combinación de llave eléctrica Token y personal de un tren en funcionamiento, según los requisitos operativos. Las secciones actuales son:
- Broadway–Toddington (One Train Staff): será el bloque del circuito de vías (TCB) cuando se abra el palco de Broadway
- Toddington–Winchcombe (EKT)
- Winchcombe-Gotherington (EKT)
- Hipódromo de Gotherington-Cheltenham (EKT)
- Hipódromo de Winchcombe-Cheltenham (EKT) (con Gotherington desconectado)
- Hipódromo de Toddington-Cheltenham (personal de un tren, con Winchcombe y Gotherington desconectados y el hipódromo de Cheltenham comportándose como  ground frame)

Hay cuatro enclavamiento en la línea y uno montado en una plataforma de nueva construcción en Broadway, con todas las partes del marco adquiridas y ensambladas:
- Broadway - actualmente no operativo
- Toddington - operativo
- Winchcombe - operativo
- Gotherington – operativo
- Hipódromo de Cheltenham – operativo

## Planes de desarrollo futuro

### Sur a Cheltenham

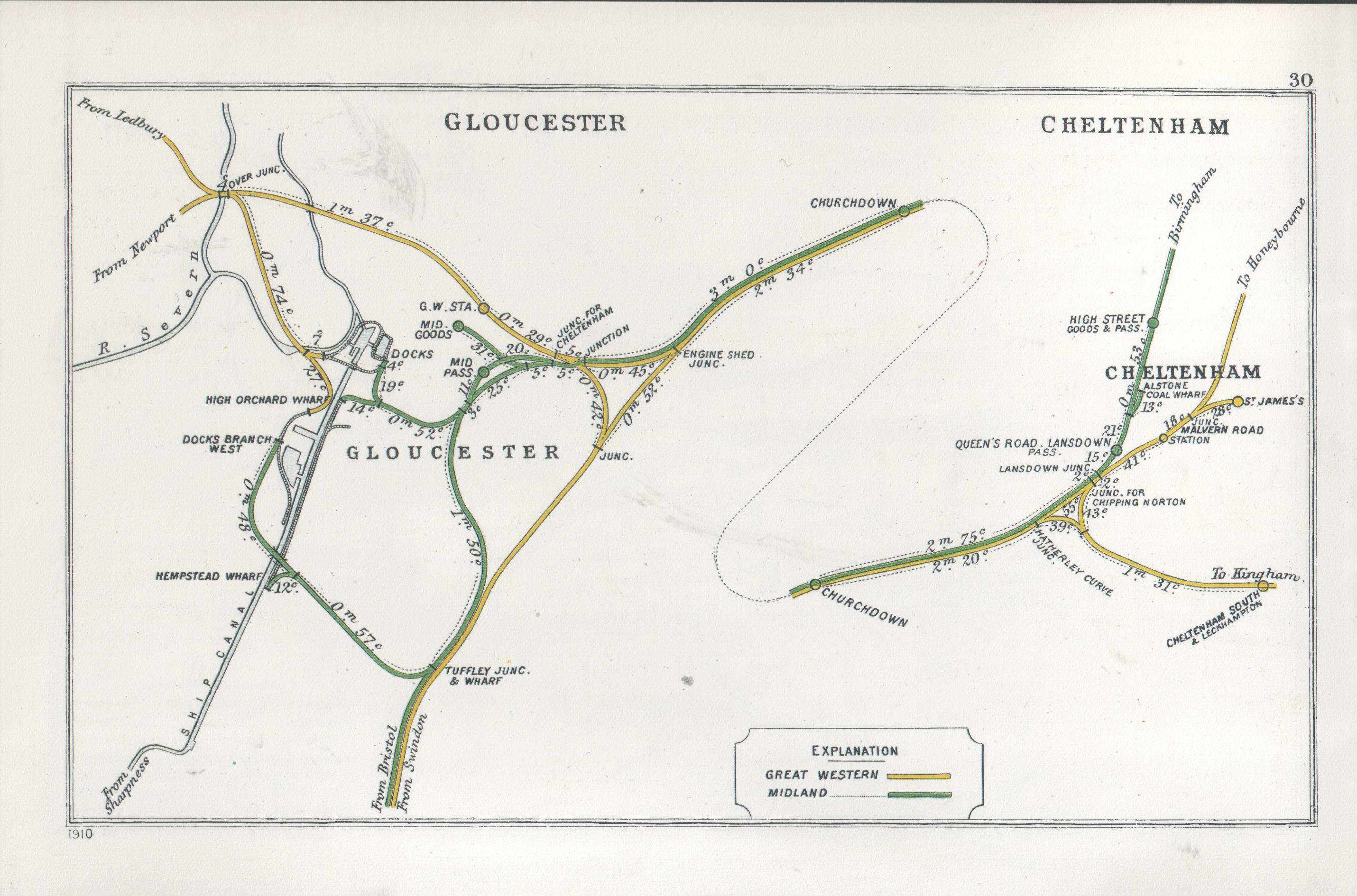
A 1910 Railway Clearing House map of railways in the vicinity of Gloucester and Cheltenham Spa

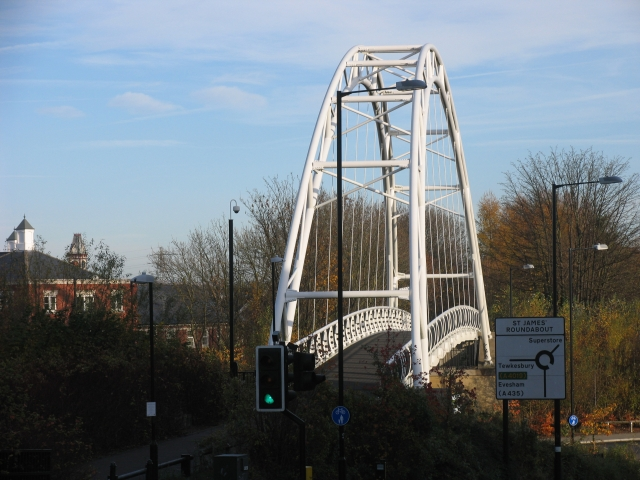
The bowstring bridge, built on the alignment of the former GWR trackbed into Cheltenham by developers in 2002 to allow continued bicycle access to Cheltenham Leisure Centre, when they constructed a supermarket on the site of the former station

Alentado por el apoyo del Ayuntamiento de Cheltenham, que ha otorgado fondos directos al ferrocarril y ha colocado el estado protegido en el lecho de la vía de la antigua línea al sur desde el hipódromo de Cheltenham hasta Cheltenham Spa, el ferrocarril podría conectarse en algún momento con Network Rail en el sur.
El Consejo ha respaldado el plan a largo plazo, ya que permitiría al ferrocarril:
- restablecerse como un punto de acceso para los asistentes a la carrera de todo el Reino Unido para acceder fácilmente a las reuniones en el hipódromo de Cheltenham y reducir la congestión de tráfico actual resultante[11]
- construir una nueva parada en el área de Wyman's Brook de Cheltenham, para servir a un estadio deportivo Prince of Wales adyacente
- hacer funcionar trenes turísticos y de excursión para acceder al ferrocarril y al pueblo

Aunque el GWSR ha extendido la vía hacia (y a través) del túnel Hunting Butts, unos cientos de metros serán
Más allá de la estación del hipódromo de Cheltenham, posee el trackbed hasta el estadio Prince of Wales en Wyman's Brook. Es probable que después de completar su extensión a Broadway, el tendido de vías más adentro de Cheltenham suceda hasta este punto; una distancia de aproximadamente 1 milla. Sin embargo, más allá de aquí, se requerirían obras de ingeniería importantes y costosas para extender el lecho de la vía más al sur.
Los impedimentos principales son a) un puente de cuerda sobre Honeybourne Way (ubicado en 51°54′09″N 2°05′11″O / 51.90245, -2.086434), construido en 2002 para permitir el acceso continuo en bicicleta en la antigua alineación del lecho de la vía a  Cheltenham Leisure Centre cuando se otorgó  planning permission para la remodelación del sitio de la antigua estación Cheltenham Spa St. James como  Waitrose supermercado; el puente de arco resultante sigue una sección del antiguo railway embankment, que se eliminó para brindar acceso por carretera a la nueva tienda; yb) el puente de altura reducida para peatones que lleva la acera/terraplén debajo de la concurrida St Georges Road, que tendría que ser reemplazado para permitir que los trenes pasen por debajo de la carretera. Hay espacio de tierra al lado del puente de cuerda para permitir que se construya un ferrocarril a su lado, pero no hay forma de evitar el trabajo necesario para colocar los vehículos ferroviarios debajo de St Georges Road.

### Entre Broadway y Honeybourne
GWSR (Gloucestershire Warwickshire Railway) podría comprar el lecho de vía entre Broadway y Honeybourne para protegerlo de futuros desarrollos que no sean GWSR. El trackbed tiene 4.5 millas de largo y los puentes no han sido removidos o llenados y no hay planes para llenarlos o removerlos. Sin embargo, están en muy mal estado y su restauración costaría mucho; además, el DfT ha indicado que no otorgaría permiso a GWSR para comprar el lecho de la vía y asumir la responsabilidad de los puentes.

### Al norte de Honeybourne
Cuando se formó por primera vez el GWSR, tenía la intención de comprar toda la línea desde el hipódromo de Cheltenham hasta el hipódromo de Stratford. Sin embargo, al solicitar la Orden de tren ligero requerida, se informó al grupo que era poco probable que se le concediera la orden de 25 millas cuando no tenían experiencia en la gestión de un ferrocarril. Una solicitud reducida para las 15 millas desde el hipódromo de Cheltenham hasta Broadway fue exitosa y desde entonces se ha colocado la pista y se han iniciado las operaciones. Desde entonces, la sección entre Stratford y el hipódromo de Stratford se ha utilizado para mejorar el acceso por carretera alrededor de la ciudad, especialmente la A4390, lo que dificulta enormemente el restablecimiento del ferrocarril a la estación principal de Stratford.

## Deslizamientos de tierra
A principios de la década de 2010, el GWSR se vio afectado por dos deslizamientos de tierra importantes en embankments en la línea, que dividieron la línea preservada en secciones separadas; sin embargo, ambas gradas ya han sido reparadas y toda la línea ha sido reabierta por completo. Otro deslizamiento de tierra ocurrió en noviembre de 2019 justo al sur de la estación de Gotherington, pero ahora se ha reparado.

### 2010 (Gotherington)
En abril de 2010, el GWSR sufrió un deslizamiento de tierra de un terraplén cerca de Gotherington. Los servicios de trenes continuaron a pesar del deslizamiento de tierra de Gotherington, pero en una ruta reducida. El deslizamiento de tierra obligó al cierre de la línea al sur de Gotherington, incluida la estación del hipódromo de Cheltenham, que quedó efectivamente cortada. El ferrocarril continuó operando servicios de Toddington a Gotherington, con una locomotora en ambos extremos del tren ("arriba y cola"), ya que no era posible hacer funcionar la locomotora alrededor del tren en Gotherington en ese momento (ahora hay un ejecute el circuito circular justo al sur de Gotherington). El ferrocarril lanzó un llamamiento de 1 millón de libras esterlinas, tanto para financiar la reconstrucción del terraplén como para realizar un mantenimiento preventivo para garantizar que no ocurran problemas similares en otros puntos en la línea. Se consideró poco probable que la línea al sur de Gotherington se reabriera antes de julio de 2011, pero las donaciones aseguraron que el trabajo se pudiera llevar a cabo rápidamente y se reabrió el 22 de abril de 2011.

### 2011 (curva de pollo)
En enero de 2011, el ferrocarril resultó dañado por otro deslizamiento de tierra al este de la estación Winchcombe en Chicken Curve. El deslizamiento de tierra partió el ferrocarril en dos; era muy similar al de Gotherington, pero más cerca de la mitad de la ruta. Se estimó que el costo del trabajo de reparación sería de 850.000 libras esterlinas; los fondos para la reparación se recaudaron con éxito. Durante el período de reparación, se ejecutó un servicio DMU desde Toddington hasta la extensión en Laverton; desde que se reparó la rampa anterior de Gotherington, los trenes de vapor iban desde Winchcombe hasta el hipódromo de Cheltenham, y las instalaciones de mantenimiento de locomotoras de vapor se transfirieron temporalmente a Winchcombe. El deslizamiento de tierra de Chicken Curve se reparó durante el verano de 2012, y el GWSR volvió a estar operativo como una sola línea unificada desde el hipódromo de Cheltenham hasta el sitio de Laverton Halt, un total de 12 millas de ruta en ese momento.

### 2019 (Gotherington)
Después de fuertes lluvias prolongadas, un lado del terraplén al sur de la estación de Gotherington se deslizó. Esto se descubrió por primera vez en noviembre de 2019, y la situación siguió empeorando hasta el punto de que ningún tren podía circular en enero de 2020. Después de las obras de reparación, la línea reabrió el 7 de marzo de 2020, a tiempo para que funcionaran los trenes de carreras regulares de Cheltenham. Todavía se está trabajando para terminar el sitio. Se espera que el costo total de las reparaciones sea de 500.000 libras esterlinas; se ha emitido un llamamiento de emergencia para recaudar £250 000 para este costo debido al cierre de la línea tras el brote de orthocoronavirinae (COVID-19).

## Locomotoras de vapor

### Operativas
| Number & Name                              | Description                          | Current Status | Livery                       | Image |
| ------------------------------------------ | ------------------------------------ | --- | ---------------------------- | ----- |
| N.º 4270                                   | GWR 2-8-0 T 4200 Class               | Restoration from Barry Scrapyard condition completed 2014. Built in 1919. Boiler ticket expires in 2024. | GWR Green, GWR Lettering     |       |
| N.º 7820 "Dinmore Manor"                   | GWR 4-6-0 7800 "Manor" Class         | Returned to service in 2013 following its 10-year overhaul. The loco ran with the tender of "Dukedog" Class N.º 9017 Earl of Berkeley until October 2015, when it was changed for 2884 Class N.º 3850's tender after the loco came out of service for overhaul. It now runs with Collett 3500 gallon tender. Lined out in time for the 2018 operating season. Built in 1950. Boiler ticket expires in 2023. | BR Lined Black, Early Emblem |       |
| N.º 7903 "Foremarke Hall"                  | GWR 4-6-0 6959 "Modified Hall" Class | Overhaul completed in mid-2016. Built in 1949. Boiler ticket expires in 2026. | BR Green, Late Emblem        |       |
| N.º 35006 "Peninsular & Oriental S.N. Co." | SR 4-6-2 "Merchant Navy" Class       | Returned to service in mid-2016 following the completion of a 30-year restoration from scrapyard condition. Built in 1941. Boiler ticket expires in 2025. | BR Green, Late Emblem        |       |

### En proceso de restauración, reparación, reacondicionamiento o construcción
| Number & Name | Description          | Current Status | Livery                             | Image |
| ------------- | -------------------- | --- | ---------------------------------- | ----- |
| N.º 2807      | GWR 2-8-0 2800 Class | Built in 1905. Historically significant as the oldest locomotive rescued from Barry Scrapyard. Boiler ticket expired at the end of 2019 and is undergoing its ten-yearly overhaul. | GWR Green, Great Western Lettering |       |
| N.º 2874      | GWR 2-8-0 2800 Class | Major restoration has begun. Completed at Swindon in November 1918. Will be the only inside steam-pipe version operating when restored. Owned by 2874 Trust                        | N/A                                |       |
| N.º 3850      | GWR 2-8-0 2884 Class | Withdrawn from traffic on 28 September 2015 and now undergoing overhaul. Owned by Dinmore Manor Locomotive Ltd.                                                                    | BR Unlined Black, Early Emblem     |       |
| N.º 76077     | BR 2-6-0 Class 4MT   | Undergoing major restoration. Built in 1956. Frames and wheels now off-site. | BR Black with late crest           |       |

### Almacenadas o en exhibición estática
| Number & Name | Description                                                                       | Current Status                                                                                           | Livery | Image |
| ------------- | --------------------------------------------------------------------------------- | --- | ------ | --- |
| John          | Industrial Peckett & Sons limited, Bristol. W6 class 0-4-0 ST. Works Number 1976. | The loco is presently undergoing cosmetic restoration in order to become a static exhibit at Toddington. |        | http://www.gwsr.com/userfiles/images/Profile_Locos/john_ws.jpg Archivado el 10 de julio de 2022 en Wayback Machine. |

## Locomotoras diésel y DMU

### Operativas
| Number & Name                 | Description              | Current Status                                                                       | Livery                                                       | Image |
| ----------------------------- | ------------------------ | ------------------------------------------------------------------------------------ | ------------------------------------------------------------ | ----- |
| N.º D2182                     | BR 0-6-0 DM Class 03     | Operational                                                                          | BR green with late crest                                     |       |
| N.º 11230                     | Drewry 0-6-0 DM Class 04 | Operational                                                                          | BR black with early crest                                    |       |
| N.º D2280                     | Drewry 0-6-0 DM Class 04 | Operational                                                                          | Green                                                        |       |
| N.º D8137                     | BR Bo-Bo Class 20        | Operational, returned to service for the first time in nearly 3 years in April 2022. | BR green with full yellow ends                               |       |
| N.º 5081                      | BR Bo-Bo Class 24        | Operational                                                                          | BR blue with full yellow ends                                |       |
| N.º 37215                     | BR Co-Co Class 37        | Operational                                                                          | BR blue with full yellow ends                                |       |
| N.º 45149                     | BR 1 Co-Co 1 Class 45    | Operational                                                                          | BR blue with full yellow ends                                |       |
| N.º 47105                     | BR Co-Co Class 47        | Operational                                                                          | BR blue with full yellow ends                                |       |
| N.º 47376 "Freightliner 1995" | BR Co-Co Class 47        | Operational                                                                          | Freightliner grey                                            |       |
| Nos. W51360, W59510, W51363   | BR Class 117             | Operational                                                                          | BR lined green with yellow warning panels; W51360 in BR blue |       |

### No operativas
| Number & Name | Description                    | Current Status                                                          | Livery                                                                         | Image |
| ------------- | ------------------------------ | ----------------------------------------------------------------------- | ------------------------------------------------------------------------------ | ----- |
| 372 "Des"     | 0-6-0 Yorkshire Engine Company | Withdrawn due to generator failure                                      | Blue with wasp stripes                                                         |       |
| N.º 20228     | BR Bo-Bo Class 20              | Undergoing restoration                                                  | BR blue with full yellow ends                                                  |       |
| N.º D5343     | BR Bo-Bo Class 26              | Undergoing overhaul                                                     | BR blue with full yellow ends                                                  |       |
| N.º D6948     | BR Co-Co Class 37              | Currently lifted to enable repairs to air system and traction equipment | Original BR green                                                              |       |
| N.º W55003    | BR Class 122                   | Undergoing overhaul                                                     | New livery is yet to be chosen (was BR lined green with yellow warning panels) |       |
| N.º W51405    | BR Class 117 DMS               | Undergoing refurbishment                                                | BR green with yellow end panel                                                 |       |
| N.º W51372    | BR Class 117 DMBS              | Awaiting restoration                                                    | BR blue                                                                        |       |
| N.º SC52029   | BR Class 107 DMCL              | Undergoing restoration                                                  | New livery will be BR Blue with full yellow end                                |       |

## Bolsa de entrenamiento
Los entrenadores operativos se muestran en negrita.
| Origin | Type       | Number           | Livery                      | Notes                                                       | Image |
| ------ | ---------- | ---------------- | --------------------------- | ----------------------------------------------------------- | ----- |
| BR     | Mk 1 RBr,  | W1672            | Chocolate / Cream           | Rake 1                                                      |       |
| BR     | Mk 1 RBr,  | W1675            | Chocolate / Cream           | Stored pending overhaul. Some refurbishment has been done.  |       |
| BR     | Mk 1 RMB,  | W1808            | Chocolate / Cream           | Rake 3                                                      |       |
| BR     | Mk 1 RMB,  | M1876            | Maroon                      | Rake 2                                                      |       |
| BR     | Mk 1 RU,   | 1965             | Olive Green                 | Ex Army. Long Term Storage                                  |       |
| BR     | Mk 1 FO,   | W3132            | Chocolate / Cream           | Rake 1 (named 'Mary' in honour of a long serving volunteer) |       |
| BR     | Mk 1 TSO   | M3960            | BR Blue / Grey              | Stored pending overhaul                                     |       |
| BR     | Mk 1 TSO   | M4614            | Maroon                      | Rake 2 (Modified for wheelchair use)                        |       |
| BR     | Mk 1 TSO   | W4763            | Chocolate / Cream           | Rake 1                                                      |       |
| BR     | Mk 1 TSO   | W4772            | Chocolate / Cream           | Rake 3                                                      |       |
| BR     | Mk 1 SO,   | M4787            | Maroon                      | Rake 2                                                      |       |
| BR     | Mk 1 SO    | W4790,           | Chocolate / Cream           | Rake 1 (Modified for wheelchair use)                        |       |
| BR     | Mk 1 SO    | W4798,           | Chocolate / Cream           | Rake 3                                                      |       |
| BR     | Mk 1 SO    | M4806            | Blue / Grey                 | S & T Store                                                 |       |
| BR     | Mk 1 TSO   | M4867            | Maroon                      | Stored pending overhaul                                     |       |
| BR     | Mk 1 TSO,  | IC4869           | Inter City                  | Stored pending overhaul                                     |       |
| BR     | Mk 1 TSO,  | W4986            | Chocolate / Cream           | Rake 1                                                      |       |
| BR     | Mk 1 TSO,  | M5023            | Maroon                      | Rake 2                                                      |       |
| BR     | Mk 1 TSO,  | W5042            | Chocolate / Cream           | Rake 1                                                      |       |
| BR     | Mk 1 BSOT, | W9000            | Chocolate / Cream           | Rake 1                                                      |       |
| BR     | Mk 1 FK,   | M13326           | Maroon                      | Rake 2                                                      |       |
| BR     | Mk 1 FK,   | W13329           | Chocolate / Cream           | Rake 3                                                      |       |
| BR     | Mk 1 FK,   | W13337           | Chocolate / Cream           | Rake 3                                                      |       |
| BR     | Mk 1 CK,   | M16195           | Maroon                      | Rake 2                                                      |       |
| BR     | Mk 1 CK,   | SC16221          | Blue / Grey                 | Under overhaul                                              |       |
| BR     | Mk 1 BCK,  | W21092           | Chocolate / Cream           | Spare                                                       |       |
| BR     | Mk 1 SK,   | W24006           | Red Oxide                   | Stored pending overhaul. Oldest extant Mk.1                 |       |
| BR     | Mk 1 SK,   | E24804           | Carmine / Cream             | Spare (On loan from North Yorkshire Moors Railway)          |       |
| BR     | Mk 1 SK,   | W24949           | Chocolate / Cream           | Spare                                                       |       |
| BR     | Mk 1 SK,   | W25341           | Chocolate / Cream           | Rake 3                                                      |       |
| BR     | Mk 1 SK,   | M25451           | Maroon                      | Rake 2                                                      |       |
| BR     | Mk 1 SK,   | E25488           | Carmine / Cream             | Rake 1 (On loan from North Yorkshire Moors Railway)         |       |
| BR     | Mk 1 SK,   | M25501           | Maroon                      | Stored pending overhaul                                     |       |
| BR     | Mk 1 SK,   | M25618           | Maroon                      | Santa Coach                                                 |       |
| BR     | Mk 1 SK,   | W25646           | Chocolate / Cream           | Loco Mess                                                   |       |
| BR     | Mk 1 SK,   | W25743           | Chocolate / Cream           | Rake 3                                                      |       |
| BR     | Mk 1 BSK,  | 34701            | Grey / Black                | Ex IE Steam Heat Van                                        |       |
| BR     | Mk 1 BSK   | E34929           | Carmine / Cream             | Under overhaul (Modified for wheelchair use)                |       |
| BR     | Mk 1 BSK   | M35308           | Maroon                      | Rake 2                                                      |       |
| BR     | Mk 1 POT,  | 80435            |                             |                                                             |       |
| BR     | Mk 1 BG    | W80893           | Chocolate / Cream           | Discovery Coach at Winchcombe                               |       |
| BR     | Mk 1 BG    | S80926           | BR Rail Blue and Pearl Grey |                                                             |       |
| BR     | Mk 1 BG    | W81039           | Chocolate / Cream           | Rake 3                                                      |       |
| BR     | Mk 1 BG    | M81049           | Maroon                      | P-Way Mess Coach                                            |       |
| BR     | Mk 1 BG    | 81512            |                             |                                                             |       |
| BR     | CCT,       | 94486, and 94557 |                             |                                                             |       |
| BR     | GUV,       | 94051            |                             |                                                             |       |